# Marbaix-la-Tour
Marbaix-la-Tour is een dorp in de Belgische provincie Henegouwen, en een deelgemeente van de Waalse gemeente Ham-sur-Heure-Nalinnes.
Marbaix-la-Tour was een zelfstandige gemeente, tot die bij de gemeentelijke herindeling van 1977 toegevoegd werd aan de gemeente Ham-sur-Heure-Nalinnes.

## Demografische ontwikkeling
- Bronnen:NIS, Opm:1831 tot en met 1970=volkstellingen, 1976= inwoneraantal op 31 december

## Bezienswaardigheden

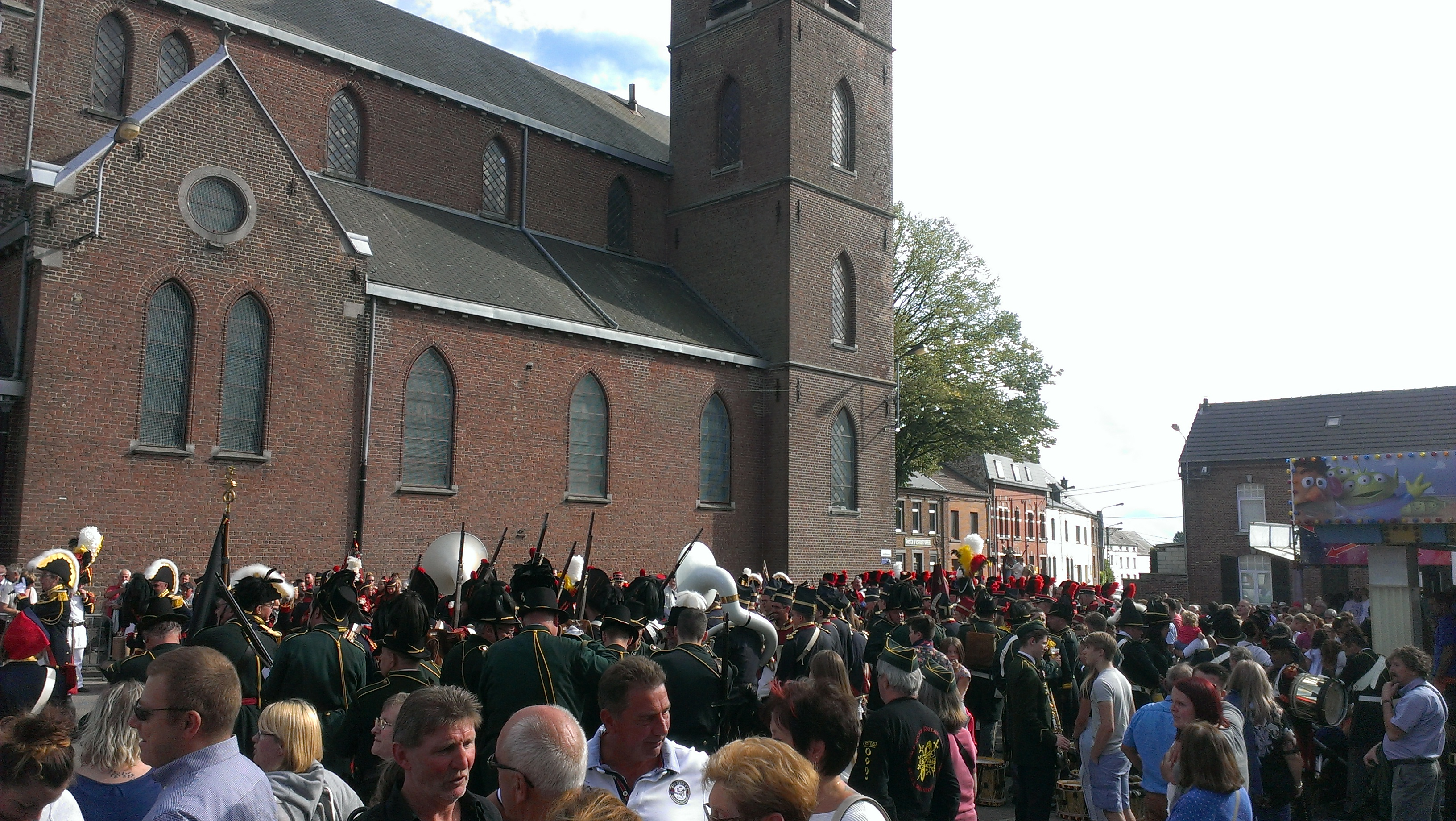
Église Saint-Christophe tijdens de Marche.

Marbaix-la-Tour is bekend van de Marche Saint-Christophe, een stoet die eindigt bij de gelijknamige kerk en die onderdeel is van de Marches de l'Entre-Sambre-et-Meuse.